# Протеопедия
Протеопедия (или Proteopedia) е онлайн енциклопедия с 3D формат, на теми свързани с протеини и други молекули. Сайтът съдържа страници за всеки запис в Protein Data Bank (над 130 000), както и страници, които са по-описателни за протеиновите структури като цяло, като ацетилхолинестераза, хемоглобин, и фотосистемата II с изглед Jmol, който подчертава функционалните сайтове и лиганди.